# 石山徹郎
石山 徹郎（いしやま てつろう、1888年8月18日 - 1945年7月30日）は、国文学者。
秋田県雄勝郡生まれ。1914年東京帝国大学国文科卒。卒業論文で初めて現代文学を扱ったとされる夏目漱石論を書く。同年広島で中学校教師、1915年退職して万朝報記者となる。1918年「新しき村」会員。1920年北海道帝国大学予科講師、のち教授。1923年松江高等学校教授。1924年大阪府女子専門学校教授。1943年11月退職。

## 著書
- 『有島氏の歩いた道』新しき村出版部 1924
- 『文芸学概論』広文堂 1929[1]
- 『国文学講座 第18巻 現代文学「散文」評釈』受験講座刊行会 1930
- 『日本文学書誌』大倉広文堂 1934 のち国書刊行会で復刊
- 『現代短歌』日本評論社 1939 日本古典読本
- 『漱石』日本評論社 1946 続日本古典読本
- 『芸文論』日本評論社 1948
- 『日本芸文史論』伊藤書店 1948

## 共編著
- 『本邦女訓選集』編 世界文献刊行会 1925 世界婦人文献
- 『樋口一葉 評釈伝記』榊原美文共著 日本評論社 1941
- 『日本説話文学索引』平林治徳、境田四郎共編 日本出版社 1943 のち清文堂出版から復刊

## 翻訳
- エドワード・ベル『埃及建築史』向陵社 1916 美術叢書
- ペトリー『埃及美術史』向陵社 1916 美術叢書
- 『陶淵明詩集』日向新しき村出版部 1927

## 参考
- 「日本近代文学大事典」講談社、1984